# Jeux mondiaux des transplantés
Les World Transplant Games (WTG) sont un événement sportif international organisé tous les deux ans par la World Transplant Games Federation (WTGF).

## Éditions d'été
| Année | Édition | Lieu          | Dates               | Nations | Athlètes | Ref   |
| ----- | ------- | ------------- | ------------------- | ------- | -------- | ----- |
| 1978  | 1       | Portsmouth    |                     |         |          |       |
| 1979  | 2       | Portsmouth    |                     |         |          |       |
| 1980  | 3       | New York      |                     |         |          |       |
| 1982  | 4       | Athènes       |                     |         |          |       |
| 1984  | 5       | Amsterdam     |                     |         |          |       |
| 1987  | 6       | Innsbruck     |                     |         |          |       |
| 1989  | 7       | Singapour     |                     |         |          |       |
| 1991  | 8       | Budapest      |                     |         |          |       |
| 1993  | 9       | Vancouver     |                     |         |          |       |
| 1995  | 10      | Manchester    |                     |         |          |       |
| 1997  | 11      | Sydney        |                     |         |          |       |
| 1999  | 12      | Budapest      |                     |         |          |       |
| 2001  | 13      | Kobe          |                     |         |          |       |
| 2003  | 14      | Nancy         |                     |         |          |       |
| 2005  | 15      | London        |                     |         |          |       |
| 2007  | 16      | Bangkok       |                     |         |          |       |
| 2009  | 17      | Gold Coast    |                     |         |          |       |
| 2011  | 18      | Göteborg      |                     |         |          |       |
| 2013  | 19      | Durban        |                     |         |          | [ 1 ] |
| 2015  | 20      | Mar del Plata | 23 – 30 août        | 44      | 1 110    | [ 2 ] |
| 2017  | 21      | Málaga        | 25 juin – 2 juillet | 52      | 2 500    | [ 3 ] |
| 2019  | 22      | Newcastle     | 17 – 23 août        |         |          | [ 4 ] |

## Éditions d'hiver
| Année | Édition | Lieu                    | Dates        | Nations | Athlètes | Ref |
| ----- | ------- | ----------------------- | ------------ | ------- | -------- | --- |
| 1994  | 1       | Tignes                  |              |         |          |     |
| 1996  | 2       | Pra-Loup                |              |         |          |     |
| 1999  | 3       | Snowbird                |              |         |          |     |
| 2001  | 4       | Nendaz                  |              |         |          |     |
| 2004  | 5       | Bormio                  |              |         |          |     |
| 2008  | 6       | Rovaniemi               |              |         |          |     |
| 2010  | 7       | Sainte-Foy-Tarentaise   |              |         |          |     |
| 2012  | 8       | Anzère                  |              |         |          |     |
| 2014  | 9       | La Chapelle-d'Abondance |              |         |          |     |
| 2016  | 10      | Non disputé             |              |         |          |     |
| 2018  | 11      | Anzère                  | 7–12 janvier |         |          |     |

## Sports pratiqués
Les sports pratiqués sont :
Jeux d'été :
- Athlétisme
- Course sur route
- Natation
- Cyclisme
- Canoë-kayak
- Badminton
- Tennis de table
- Padel
- Tennis
- Squash
- Triathlon
- Bowling
- Fléchettes
- Golf
- Lawn bowls
- Pétanque
- Tejo
- Basket-ball à trois
- Volley-ball

Jeux d'hiver :
- Biathlon
- Curling
- Snowboard
- Ski
- Slalom
- Slalom géant
- Super-G
- Slalom parallèle
- Nicholas Cup : course de slalom pour enfant (compétition de ski pour enfant transplanté)

## Catégories d'âge
Seniors :
- (18-29), (30-39), (40-49), (50-59), (60-69), (70-79) and (80+).
- Doubles : (18-29), (30-49) et (50+).

Juniors :
- (5 ans et moins), (6-8), (9-11), (12-14) and (15-17).

Les juniors de 16 ou 17 ans sont autorisés à participer aux compétitions séniors, mais dans ce cas, ils ne doivent participer qu'à la compétition adule,.